# 31 km (obwód briański)
31 km, także 32 km (ros. 31 км, 32 км) – przystanek kolejowy w pobliżu miejscowości Wygoniczi, w rejonie wygonickim, w obwodzie briańskim, w Rosji. Położony jest na linii z Briańska do Homla.